# Villahermosa
För andra betydelser, se Villahermosa (olika betydelser).
Villahermosa är en stad i sydöstra Mexiko och är den administrativa huvudorten för delstaten Tabasco. Villahermosa grundades 24 juni 1596 under namnet Villa Hermosa, blev uppgraderad till stad 1826 under namnet San Juan Bautista, ett namn som 1915 ändrades till det nuvarande.

## Stad och storstadsområde
Staden har 342 993 invånare (2007), med totalt 571 028 invånare (2007) i hela kommunen på en yta av 1 709 km². Kommunens officiella namn är Centro.
Storstadsområdet, Zona Metropolitana de Villahermosa, har totalt 659 915 invånare (2007) på en yta av 2 235 km². Området består av de båda kommunerna Centro och Nacajuca.